# M3 (submetralhadora)
A M3 é uma pistola-metralhadora (português europeu) ou submetralhadora (português brasileiro) desenvolvida pelos Estados Unidos durante a Segunda Guerra Mundial como uma substituta mais barata para a pistola-metralhadora Thompson. A M3 foi preparada para o mesmo cartucho .45 ACP disparado pela Thompson, porém era mais barata para produzir em massa e era mais leve, embora, ao contrário da crença popular, fosse menos precisa. Devido ao seu formato recebeu o apelido de "Pistola de Graxa" (em Inglês "Grease Gun").
A M3 pretendia substituir a Thompson e começou a entrar no serviço de linha de frente em meados de 1944. A variante M3A1 foi usada na Guerra da Coreia e em conflitos posteriores.
Uma versão com silenciador da M3 também foi utilizada durante a Guerra do Vietname pelas equipas dos Navy SEALs.
O fuzil M14, adotado nos EUA em 1959, destinava-se a substituir a M3A1 (bem como o M1 Garand, o M1918 BAR e a carabina M1) mas o recuo do cartucho 7,62×51mm NATO do M14 provou ser muito poderoso para o papel de submetralhadora. O M14, por sua vez, foi substituído pelo fuzil M16 em 1964, e este (de cartucho intermediário 5,56×45mm NATO) foi um substituto melhor para a M3A1. As submetralhadoras M3A1 foram aposentadas do serviço de linha de frente dos EUA depois de 1959, mas continuaram a ser usadas, por exemplo, como armas para tripulações de veículos blindados, pelo menos até a Guerra do Golfo (1990-1991).

## História e Design
Quando a Segunda Guerra Mundial começou a pistola-metralhadora Thompson era a padrão dos Estados Unidos. Contudo, a Thompson era mais cara, em termos de tempo e custos de produção, quando comparada com outras pistolas-metralhadoras. Outros modelos novos da Thompson tinham reduzido em muito o custo de produção (por exemplo a M1928 contra a  M1A1), mas um novo design poderia baixar o custo ainda mais. O conceito básico de uma nova arma, barata e desenhada para produção em massa tem as suas origens na Chauchat da Primeira Guerra Mundial, a pistola-metralhadora mais produzida da guerra. A M3 de calibre .45 tinha sido introduzida em 1942, sendo desenhada especificamente para uma produção mais simples sem utilizadas partes de metal estampadas. Esforços semelhantes para produção de uma pistola-metralhadora de baixos custos de produção foram feitos pela Grã-Bretanha (Lanchester e Sten), Alemanha (MP34), etc… A União Soviética, França, e Itália viriam também a desenvolver armas mais baratas nos anos 40.

## Operadores
- Argentina[5]
- Áustria[6]
- Bolívia[7]
- Brasil[8]
- Burundi: Rebeldes do Burundi[9]

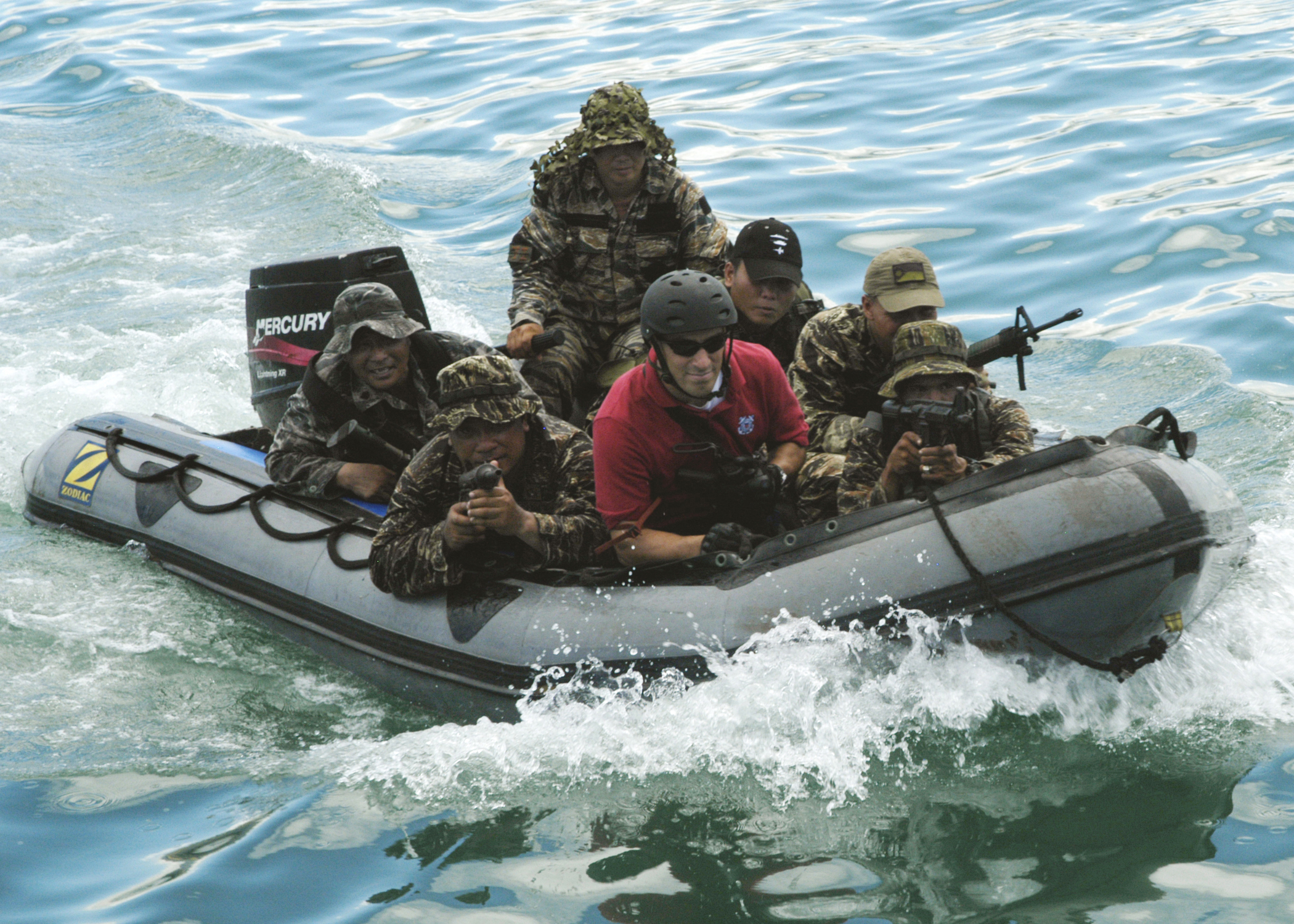
Membros do Grupo de Guerra Especial Naval das Filipinas conduzem treinamento de interdição com a Guarda Costeira dos EUA na cidade de Cebu, 2009. Dois deles estão armados com M3.

- República Popular da China: Capturada e usada na Guerra da Coreia por soldados chineses do Exército de Libertação Popular.
- República da China Enviada via Lend-Lease ao Exército Nacional Revolucionário Chinês, junta com a Thompson, para substituir as cópias chinesas desatualizadas das submetralhadoras MP 18 e MP 28 usadas durante a Segunda Guerra Sino-Japonesa e os primeiros anos da Guerra Civil Chinesa.[10] Cópias feitas como Type 36 e Type 37, cujo número recebeu o nome do Calendário Republicano Chinês[11][12]
- Frente Nacional de Libertação do Congo[13]
- Cuba[14]
- Equador[7]
- França: Usada durante a Segunda Guerra Mundial pelas forças da França Livre[7] e durante as guerras da Indochina[15] e da Argélia[16]
- Grécia Usada pelas forças armadas gregas durante a Segunda Guerra Mundial e no período pós-Segunda Guerra Mundial.[17][18]
- Granada[19]
- Guatemala[7]
- Haiti[20]
- Indonésia:[21] Obtida do Exército Real das Índias Orientais Holandesas após a independência da Indonésia.
- Irão[22] Usada pela Guarda Imperial Iraniana.[23]
- Resistência italiana: Fornecida nas versões .45 ACP e 9 mm.[24]
- Japão: Utilizada pelas Forças de Autodefesa do Japão até a adoção da Minebea PM-9.[25][26][27] Conhecida por ser usada pelas tripulações de tanques da

Força Terrestre de Autodefesa do Japão como arma de defesa pessoal. Todas as armas foram aposentadas em 2011.
- Coreia do Sul: O Exército recebeu 748 M3 antes da Guerra da Coreia. A M3 em serviço no Exército atingiu 4.565 (dezembro de 1950), 7.350 (dezembro de 1951), 23.311 (dezembro de 1952) e 39.626 (27 de julho de 1953) unidades.[29] Mais tarde usada pelo Comando de Guerra Especial até ser substituído pela K1A.
- Coreia do Norte:[7] Usada por espiões infiltrados na Coreia do Sul.
- Reino do Laos: Recebida pelo governo dos EUA durante a Guerra do Vietnã de 1955–1975.[30]
- Macedônia: 707 submetralhadoras M3 excedentes foram transferidas para a Macedônia em 1999.[7]
- Marrocos: 1.472 submetralhadoras M3A1 excedentes foram transferidas para Marrocos na década de 1990.[31]
- Noruega Variante de 9 mm fornecida à resistência norueguesa durante a Segunda Guerra Mundial pelo OSS (junto com a submetralhadora United Defense M42).[32]
- Paraguai[33]
- Filipinas:[7] Suas submetralhadoras M3 foram liberadas dos estoques de reserva pela Marinha Filipina devido a restrições orçamentárias.[34] As modificações feitas nas armas recondicionadas incluem um supressor integral e um trilho Picatinny.[35] A arma foi testada com um protótipo em maio de 2004.[34] A M3 requisitada pelo Corpo de Fuzileiros Navais das Filipinas (PMC) da Marinha das Filipinas tem uma mira óptica de ponto vermelho Simmons em trilho picatinny, supressor integral e um carregador modificado para ter menos emperramento.
- União Soviética[36]

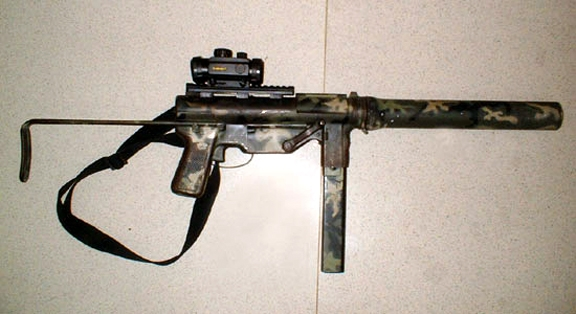
A M3 requisitada pelo Corpo de Fuzileiros Navais das Filipinas (PMC) da Marinha das Filipinas tem uma mira óptica de ponto vermelho Simmons em trilho picatinny, supressor integral e um carregador modificado para ter menos emperramento.

- Taiwan: Ainda em serviço na década de 1960.[37]
- Tailândia: Usada pelas Forças Aéreas Reais Tailandesas.
- Turquia[18]
- Reino Unido: Em uso pela 78ª Divisão Britânica depois de novembro de 1944[38] e mais tarde usado por soldados do 41 Comando na Coreia[39]
- Estados Unidos[40][7][41]
- Vietnã do Norte: Usada pelo Việt Cộng e pelo Việt Minh.[42]
- Vietnã do Sul[43][44]
- Movimento Papua Livre[45]

## Conflitos
- Segunda Guerra Mundial[40]
- Guerra Civil Chinesa
- Guerra Civil da Grécia[17]
- Revolução Nacional da Indonésia
- Primeira Guerra da Indochina[11]
- Guerra da Coreia[40]
- Revolução Cubana
- Guerra da Argélia
- Invasão da Baía dos Porcos[46]
- Guerra do Vietnã[40]
- Conflitos na Irlanda do Norte
- Guerra Civil do Laos
- Emergência Malaia
- Guerra sino-indiana
- Insurgência comunista na Malásia (1968–1989)
- Conflito de Papua
- Guerra Civil da Rodésia
- Guerra Civil do Camboja
- Invasão turca de Chipre[47]
- Segunda Guerra de Shaba[13]
- Guerra do Camboja (1979–1989)
- Guerra sino-vietnamita
- Guerra Civil de El Salvador
- Guerra Suja na Argentina
- Guerra das Malvinas[48]
- Guerra do Afeganistão (1979–1989)
- Guerra Irã-Iraque[49]
- Guerra do Golfo[50]
- Conflito Moro
- Guerra Civil do Burundi
- Guerra do Kosovo
- Conflito sectário em Molucas[21]
- Guerra do Afeganistão (2001–2021)
- Guerra do Iraque
- Guerra Civil Síria